# Pitzenberg
Pitzenberg è un comune austriaco di 511 abitanti nel distretto di Vöcklabruck, in Alta Austria.